# 제이 리 (음악가)
Jay Lee는 대한민국의 작곡가, 가수다. 2016년 아웃사이더 노래 '피고 지는 날들 (Feat. 라뮤즈)' 작사, 작곡, 편곡에 참여하면서 데뷔했다.

## 학력
- 서울 영남중학교
- 장훈고등학교
- 한국외국어대학교 영어교육과

## 방송
- 창작의 신 : 국민 작곡가의 탄생 (2018) - Top10

## 활동
- 2016년 아웃사이더 - 피고 지는 날들 - 작곡/작사/편곡
- 2016년 규현(슈퍼주니어) - Lost My Way - 작곡/편곡
- 2016년 연규성 - 고속도로 로맨스 - 편곡
- 2016년 Twin9 - 하루 - 작곡/작사/편곡
- 2016년 소울브릿지 커뮤니티 - 힘을 내 - 작곡/작사/편곡
- 2016년 Twin9 - Try - 작곡/작사/편곡
- 2016년 거니(GUNNY) - 아무것도 - 편곡
- 2017년 조유진(체리필터) - 난 나니까 - 작곡/작사/편곡
- 2017년 아녹(Anoc) - 시간이 지나면 - 작곡/작사/편곡
- 2017년 구자명 - 뒤를 돌아봐 - 작곡/작사/편곡
- 2017년 장문복 - 같이 걸을래 (Feat. 황아영) - 작곡/작사/편곡
- 2017년 아웃사이더 & 강남 - Street Love - 작곡/작사/편곡
- 2017년 강하니 - Funky Booty Girl - 편곡
- 2017년 아녹(Anoc) & 장우람 - 속삭여줘 - 작곡/작사/편곡
- 2017년 마틴 스미스 - 내일의 날씨 - 작곡/작사/편곡
- 2017년 안현정 - 행복이 쌓이다 - 작곡/작사/편곡
- 2018년 아웃사이더 & 김명훈(울랄라세션) - 3.14 - 작곡/작사
- 2018년 신승훈 & 에일리 - Fly Away - 작곡/편곡
- 2018년 소녀주의보 - 키다리아저씨 - 작곡/작사/편곡
- 2018년 소녀주의보 - 너였으면 좋겠어 - 작곡/작사/편곡
- 2018년 신승훈 & 비와이(BewhY) - Lullaby - 편곡
- 2018년 Street. 75 (75번지) - 비 내리는 날이면 - 작곡/편곡
- 2018년 신승훈 & 에디킴 - 슈퍼스타 (Super Star) - 작곡/편곡
- 2018년 이혁(노라조) - Beside You - 작곡/편곡
- 2018년 차여울 - Wait A Minute - 작곡/작사/편곡
- 2018년 케이시 - 손을 잡아줘 - 작곡/작사/편곡
- 2018년 요요미 - 일인가봐 - 작곡/작사/편곡
- 2018년 와블 - Love Me Baby - 작곡/작사/편곡
- 2018년 신재 - 너에게 간다 - 작곡/작사/편곡
- 2018년 백아연 - Why - 작곡/작사/편곡
- 2018년 세븐어클락 - Lovely - 작곡/작사/편곡
- 2018년 요요미 - S-Love - 작곡/작사/편곡
- 2018년 신재 - Angel - 작곡/작사/편곡
- 2019년 세진(워너비) - 잊는다는 게 (Forget You) - 작곡/작사/편곡
- 2019년 요요미 - 찌개 - 작곡/작사/편곡
- 2019년 신승훈 & 로시 - Fortune Teller - 작곡/편곡
- 2019년 아스틴(ASTIN) - Mirror Mirror - 작곡/작사/편곡
- 2019년 아스틴(ASTIN) - Pandora - 작곡/작사/편곡
- 2019년 김창완 - 하오리오 - 편곡
- 2019년 세븐어클락 - I Find You - 작곡/작사/편곡
- 2019년 울랄라세션 - 올 테면 와라 - 작곡/작사/편곡
- 2019년 JNIQ - 사랑, 두통이 나 - 작곡
- 2019년 刘至佳 CHOCO & lambert - 下过雨后 - 작곡/편곡
- 2019년 火箭少女101 孟美岐 (미기(우주소녀, 화전소녀101)) - I Like You - 작곡/편곡
- 2019년 Red Velvet - 어떤 별보다 - 작곡/편곡
- 2019년 Viet Athen - Annyeong - 편곡
- 2019년 소녀주의보 - We Got The Power - 작곡/작사/편곡
- 2019년 박서연 - 희망 (HOPE) - 작곡/작사/편곡
- 2019년 이혁 - Fly Away - 작곡/작사/편곡
- 2019년 刘至佳 CHOCO - Different Me - 작곡/편곡
- 2019년 빌드업 (BLDP) - Think Of You (Feat. 아웃사이더) - 작곡/작사/편곡
- 2019년 아웃사이더, AA - 멀어져 - 작곡/작사/편곡
- 2020년 파라다이스 - 연 - 작곡/편곡
- 2020년 파라다이스 - 하늘꿈 (Band Ver.) - 편곡
- 2020년 반설희 - 숨바꼭질 - 편곡
- 2020년 TEMPT - Be With Me Tonight - 작곡/편곡
- 2020년 신승훈 & 비와이(BewhY) - Lullaby (Orchestra Ver.) - 편곡
- 2020년 이달의 소녀 (진솔) - 시간은 한 바퀴 돌아 - 작곡/작사/편곡
- 2020년 요요미 - Moving On - 작곡/작사/편곡
- 2020년 영앤와일드(Y&W) - Walk With Me - 작곡/작사/편곡
- 2020년 Sondia - How To Love - 작곡/작사/편곡
- 2020년 소피 (Soppy) - 매듭 - 편곡
- 2021년 박서연 - STAR - 작곡/작사/편곡
- 2021년 김양 - Fade Away - 작곡/작사/편곡
- 2021년 소피 (Soppy) - No Word - 편곡
- 2021년 아웃사이더, 우주 - 연인과의 거리3 (Feat. 천단비) - 작곡/작사/편곡
- 2021년 PIXY - Greedy - 작곡/작사/편곡
- 2021년 서영은 - Sunshiny Day - 작곡/편곡
- 2021년 오하영(에이핑크) - 커플 - 편곡
- 2021년 강인수 - 사랑을 해서 - 작곡/작사/편곡
- 2021년 Jamon Maple - My Only Rhyme - 작곡/편곡
- 2021년 Jamon Maple - 멈춰진 기억 - 작곡/작사/편곡
- 2021년 RENDY (렌디) - 어떤 말 - 작곡/작사/편곡
- 2021년 소피 (Soppy) - 긴 밤 - 편곡
- 2021년 Danye Blyn - 알고 댐벼 - 편곡
- 2021년 Jade - You Are - 작곡/편곡
- 2021년 아웃사이더, 정이한 (더 넛츠) - Think of U - 작곡/작사/편곡
- 2021년 아웃사이더, 정이한 (더 넛츠) - 멀어져 - 작곡/작사/편곡
- 2021년 Francinne - Fading Like A Moon - 작곡/작사/편곡
- 2021년 刘思涵 (Koala Liu) - 爱会懂 - 작곡/편곡
- 2022년 안수지 - 헤어질 것 같아 - 작곡/작사/편곡
- 2022년 쏨쏘민 - 월하이별 (月下離別) - 작곡/작사/편곡
- 2022년 한스령령 - 말해줄래 Talk Talk - 작곡/작사/편곡
- 2022년 기석 - 혼자서도 - 작곡/작사/편곡
- 2022년 J.min - Loving You - 작곡/작사/편곡